# Philip Mulryne
Philip Patrick Stephen Mulryne OP (ur. 1 stycznia 1978 w Belfaście, Irlandia Północna) – irlandzki dominikanin, prezbiter i piłkarz zawodowy, grający na pozycji pomocnika.

## Kariera piłkarska

### Kariera klubowa
Karierę sportową rozpoczął w młodzieżowym klubie piłkarskim Manchesteru United. Od 1999 do 2005 roku rozegrał 161 meczów w barwach Norwich City F.C. zdobywając 18 goli, a potem zagrał takich zespołach jak: Leyton Orient i Cardiff City. Na skutek kontuzji zakończył karierę sportową. W okresie trwania kariery piłkarskiej średnio zarabiał 600.000 GBP rocznie.

### Kariera reprezentacyjna
Jego międzynarodowy debiut nastąpił w lutym 1997 roku podczas meczu rozegranego przeciwko Belgii.

## Po zakończeniu kariery
W 2009 roku rozpoczął studia w katolickim, diecezjalnym seminarium duchownym im. Świętego Malachiasza w Belfaście. Ukończył studia filozoficzno-teologiczne w Papieskim Kolegium Irlandzkim w Rzymie. Rok studiował również na Papieskim Uniwersytecie Gregoriańskim. Do zakonu dominikanów został przyjęty w 2012. Święcenia na diakona w tym zakonie otrzymał 29 października 2016 od abp. Diarmuida Martina. Święcenia kapłańskie otrzymał 8 lipca 2017 z rąk abp. Augustina Di Noia.